# Carlo Chiostri

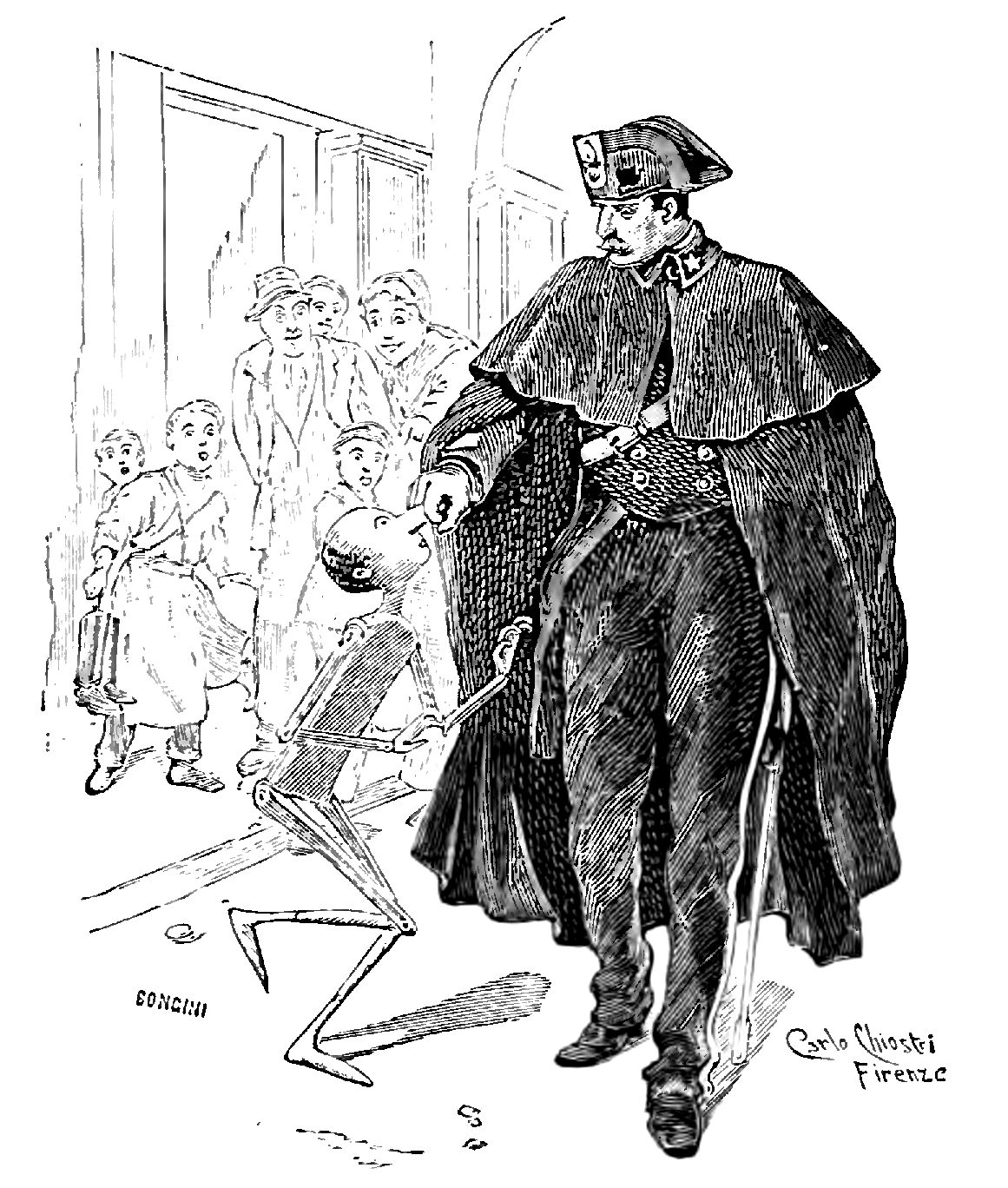
Pinocchio wird verhaftet.

Carlo Chiostri (* 5. Mai 1863 in Florenz; † 9. Juli 1939 ebenda) war ein italienischer Künstler und Illustrator. Er wurde vor allem bekannt durch seine Illustrationen von Märchenbüchern, darunter die Illustrationen des Pinocchio von Carlo Collodi.
Federico Fellini sagte über den Pinocchio und seinen Illustrator:
Diese Geschichte liebte ich als Kind natürlich sehr, aber ich mag sie auch heute noch. Ich saß ganz versunken träumend über ihr und starrte die melancholischen, gespenstigen Gestalten von Carlo Chiostri an. Sie unterstrichen zusätzlich die traurige Seite dieses Buches, seinen Nachgeschmack vom bösen Traum, jenes fieberkranke Zittern.
Neben dem Pinocchio illustrierte er über 200 Bücher, vor allem für die Verlage Salani, Bemporad und Nerbini, darunter als belletristische Werke Victor Hugos I miserabili („Die Elenden“), Alessandro Manzonis I promessi sposi („Die Brautleute“) und Silvio Pellicos Le mie prigioni („Meine Gefängnisse“) sowie aus dem Bereich des Märchenhaften
Luigi Capuanas Schiaccianoci und Il raccontafiabe und Emma Perodis Al tempo dei tempi.
Er war Vater von Sophia Chiostri (1898–1944) die als Ansichtskartenkünstlerin bekannt ist. Er hatte eine weitere Tochter mit dem Namen Evelina.